# Vulnerable
Cet article concerne un album de rap. Pour les deux voiliers Imoca du même nom, voir Linked Out et For People.
Albums de Tricky
A Ruff Guide
(2002) Knowle West Boy
(2008)
Vulnerable est le septième album du rappeur / producteur de Bristol (Angleterre) Tricky, sorti en 2003.
La chanteuse italienne Costanza Francavilla participe à tous les titres de l'album.
Dear God est une reprise du titre du groupe XTC, sorti en 1986 sur l'album Skylarking.
The Love Cats est une reprise du single The Lovecats du groupe The Cure, sorti en 1983 sur la compilation Japanese Whispers.
Le CD contient les clips vidéo de Antimatter (Jimmy & T Remix), Receive Us (sorti en 2003 sur le DJ set Back to Mine : Tricky) et Snap Them.

## Titres
| #   | Titre                   | Durée |
| --- | ----------------------- | ----- |
| 1.  | Stay                    |       |
| 2.  | Antimatter              |       |
| 3.  | Ice Pick                |       |
| 4.  | Car Crash               |       |
| 5.  | Dear God                |       |
| 6.  | How High                |       |
| 7.  | What Is Wrong           |       |
| 8.  | Hollow                  |       |
| 9.  | Moody                   |       |
| 10. | Wait For God            |       |
| 11. | Where I'm From          |       |
| 12. | The Love Cats           |       |
| 13. | Search, Search, Survive |       |